# Outrup
Outrup is een plaats in de Deense regio Zuid-Denemarken, gemeente Varde. De plaats telt 1022 inwoners (2008). Outrup ligt aan de spoorlijn Varde - Nørre Nebel.